# Templo de Rómulo
No hay que confundirlo con el Templo de Júpiter Estator
El templo de Rómulo (en latín: Templum Divi Romuli) es un monumento romano situado en la vía Sacra, a la entrada del Foro Romano. 

## Ubicación
El templo se alza sobre el lado este de la vía Sacra, enfrente de la Casa de las Vestales, entre el templo de Antonino y Faustina y la basílica de Constantino.

## Función
La identificación del monumento es aún objeto de debate en la actualidad. Durante mucho tiempo se le identificó como el templo dedicado a Valerio Rómulo, hijo divinizado de Majencio. Esta teoría se apoya en el nombre de «templo de Rómulo» dado al monumento durante la Edad Media y por la representación de un templo circular que aparece en las monedas acuñadas durante el reinado de Majencio y que llevan la mención Aeternae Memoriae.
Hoy se tiende a pensar que es de época constantiniana y que debía estar consagrado a los Penates[cita requerida]. El templo original podría haber estado en el área ocupada por la Basílica de Majencio, al construirse ésta, el templo antiguo se emplazó en la vecindad, donde ahora está. 
Otra teoría identifica a este templo con el dedicado a Júpiter Estátor, fundado según la leyenda por Rómulo luego reconstruido al principio del siglo III a. C. por el cónsul Marco Atilio Régulo. Su ubicación se corresponde en efecto a la del templo de Júpiter Estátor, poco después de la arcaica puerta del Palatino, la Porta Mugonia, en las proximidades de la Regia. Esta identificación se ve en parte confirmada por los catálogos regionales constantinianos que situaban el templo de Júpiter Estátor en la Regio IV.

## Historia

### Antigüedad
Según la hipótesis de que se trate del templo de Rómulo y no del templo de Júpiter Estátor, la construcción del templo habría empezado después de 309 y la divinización de Valerio Rómulo. Una parte de la inscripción dedicatoria, aún visible en el siglo XVI, menciona el nombre de Constantino, lo que implicaría que este último se apropió del templo después de haber derrotado a Majencio·.

### Edad Media
Durante el siglo VI, un ala del edificio rectangular del foro de la Paz fue transformada en una iglesia dedicada a los santos Cosme y Damián. La rotonda del templo de Rómulo, que toca el edificio del foro de la Paz, se integró en la nueva iglesia con el añadido de un pasadizo.
En 1632, la puerta en bronce y las columnas de pórfiro se reutilizaron en la reconstrucción de la entrada a un nivel superior.

### Vestigios
Hoy en día, la rotonda del templo aún se conserva bien. Debe su supervivencia a que fue englobada dentro de la basílica de los santos Cosme y Damián. En cambio, las dos salas laterales prácticamente han desaparecido. Sólo las columnas de la entrada de la sala norte están todavía en pie.

## Descripción
El templo presenta una arquitectura atípica. Se trata de un templo de planta circular en ladrillo cubierto por una cúpula y flanqueada por dos salas en el ábside. Su fachada es curvilínea, la puerta en bronce en el centro tiene a cada lado dos hornacinas que podrían acoger alguna gran estatua. Las dos salas laterales, profundas y estrechas, terminaban en un ábside y comunicaban con la cella central. La entrada de cada una de estas dos salas está marcada por dos columnas en cipollino erigidas sobre altos podios.
Según la hipótesis que identifica al templo como el dedicado a Júpiter Estátor, las dos salas laterales podrían haber sido dedicadas a los Penates que vieron su templo en la cumbre de la Velia desplazado para dejar el espacio libre necesario para la construcción de la basílica de Constantino.

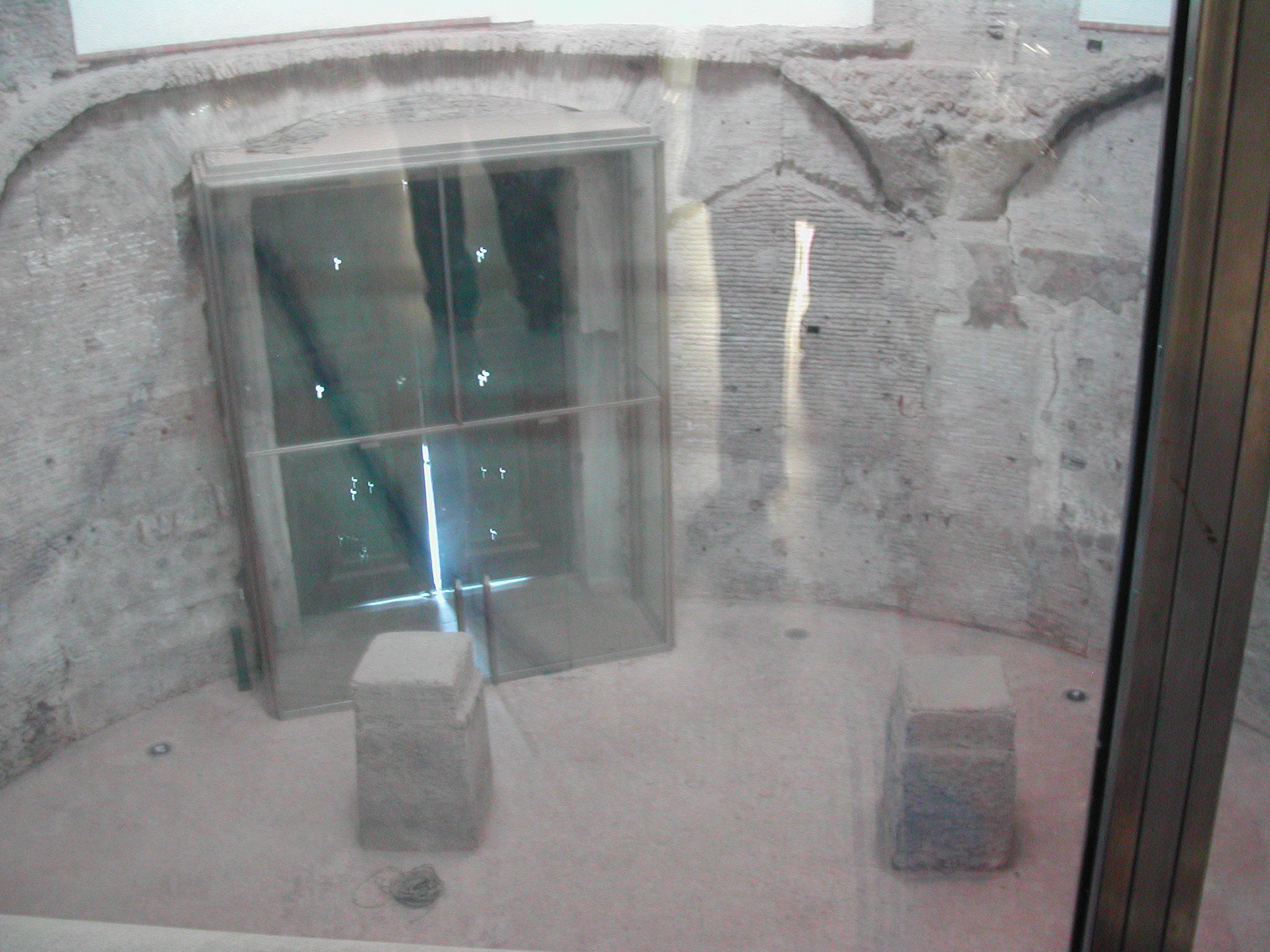
Vista interior del templo de Rómulo.
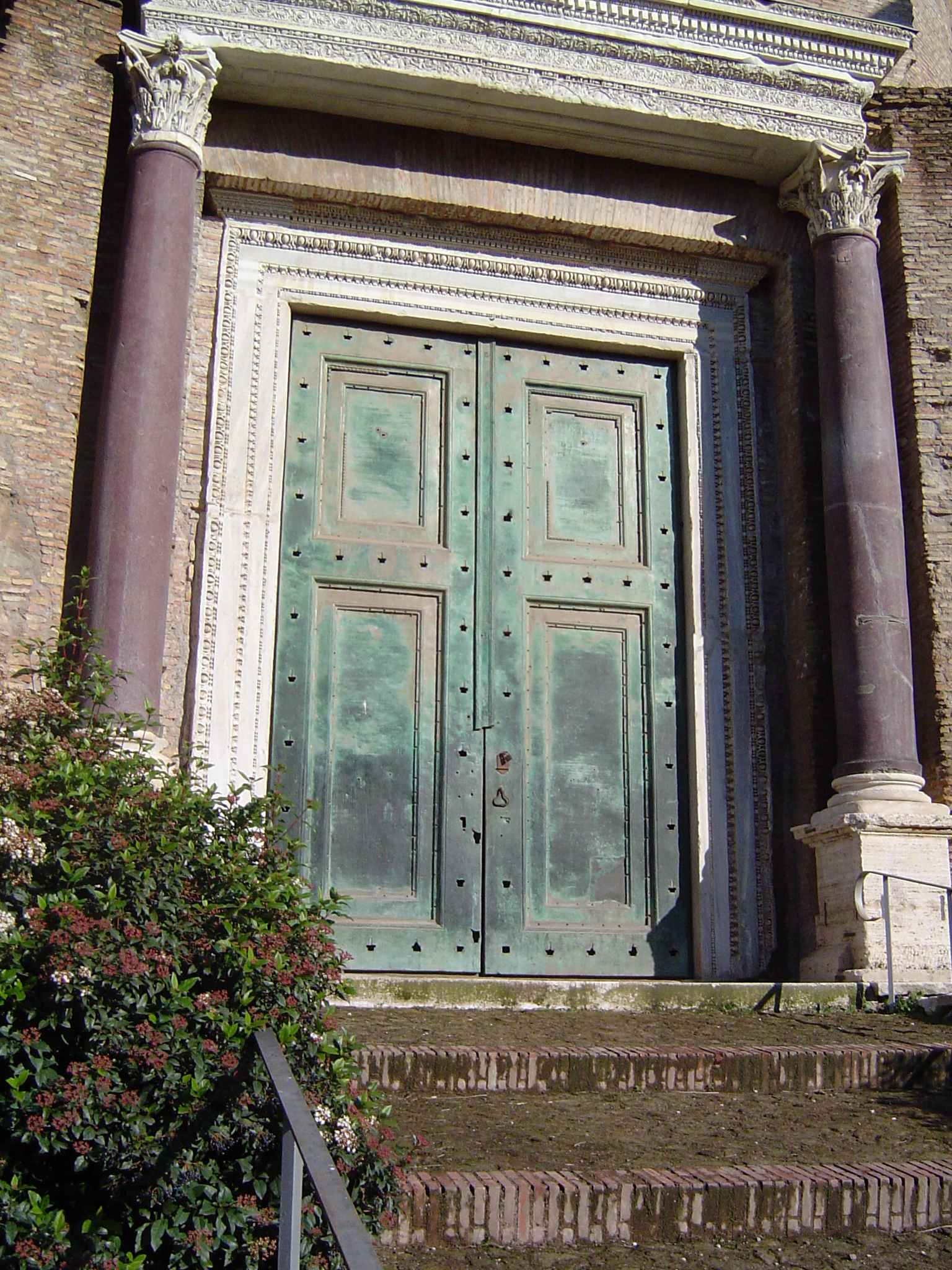
La puerta antigua del templo.
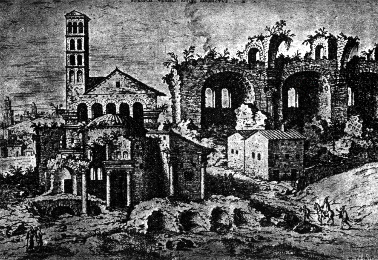
El templo de Rómulo en un grabado de 1550